# 裴伯耆
裴伯耆（越南语：／，？—？）是越南陈朝时期的一位将领。
裴伯耆出生在宁江镇下洪州扶内村（在今海阳省青沔县），原为陈朝重要将领陈渴真麾下的一名裨将。1399年，陈渴真被权臣黎季犛所杀，裴伯耆逃往明朝。不久黎季犛改名胡季犛，篡夺皇位，建立胡朝。裴伯耆逃到燕京（今中国北京），自称是陈朝的忠义之臣，要求明朝出兵讨伐胡季犛。
1404年，有一位名叫陈添平的人士来到明朝，自称是陈朝王室子孙，也要求明朝出兵讨伐胡季犛。明成祖问裴伯耆是否认识此人，裴伯耆说不认识。明成祖决定派兵护送陈添平归国即位，问陈添平需要多少人，答复称只需不过数千人而已。但裴伯耆说不可，明成祖大怒，将他流放陕西、甘肃安置。
陈添平被胡朝击败俘杀之后，明成祖召还了裴伯耆，并承诺要立陈氏子孙为王。裴伯耆信以为真，便加入了明军，被授予土官右参议的官职。在明朝入侵胡朝期间，他不干预同僚衙门事务，仅仅居住在横驿，大量收留流离失所的安南官员。
明朝灭胡朝之后，声称陈氏子孙被胡季犛诛杀殆尽，便以其地设置交趾承宣布政使司，进行直接统治。不久，东潮县土豪范振起兵反明，推戴陈氏子孙陈月湖为王。明廷怀疑他与陈月湖勾结，将其逮捕，押送金陵（今中国南京）。